# Andrea Felber
Andrea Felber (* 18. November 1981 in Bruck an der Mur) ist eine ehemalige österreichische Skirennläuferin. Sie fuhr hauptsächlich in den Disziplinen Abfahrt, Super-G und Riesenslalom. Im Europacup erreichte sie zwei Podestplätze in Super-Gs und 2001 wurde sie Österreichische Vizemeisterin in der Abfahrt. Als Tochter von Weltcupstarterin Evi Pröll und Nichte von Annemarie Moser-Pröll und Cornelia Pröll war ihr der Skisport praktisch "in die Wiege gelegt".

## Karriere
Nach der Volksschule in Spital am Semmering, nahe ihrem Heimatort Steinhaus, besuchte Felber die Skihauptschule und die Skihandelsschule in Schladming. Ab 1996 gehörte sie dem Steirischen Jugendkader an, im November desselben Jahres bestritt sie ihr erstes FIS-Rennen. Im Dezember 1997 und Jänner 1999 startete sie erstmals im Europacup, dabei blieb sie jedoch weit von den Punkterängen entfernt oder konnte die Rennen nicht beenden. Im Jahr 1998 wurde Felber in den Nachwuchskader des Österreichischen Skiverbandes aufgenommen. Am 22. Jänner 1999 feierte sie im Riesenslalom von Rauris ihren einzigen Sieg in einem FIS-Rennen, worauf sie im selben Jahr in den B-Kader aufstieg.
Ab der Saison 2000/01 war Felber regelmäßig im Europacup am Start. Am 16. Dezember 2000 bestritt sie in der Abfahrt von St. Moritz auch ihr einziges Weltcuprennen, das sie auf dem 50. Rang beendete. Im März gelang ihr bei den österreichischen Meisterschaften 2001 der zweite Platz in der Abfahrt. In der folgenden Europacupsaison kam sie am 22. Jänner 2002 mit Rang sechs in der Abfahrt von Zauchensee erstmals unter die Top Ten. Am 11. Februar erreichte sie ihr bestes Resultat überhaupt. Hinter ihrer Landsfrau Ingrid Rumpfhuber belegte sie im Super-G von Sella Nevea den zweiten Platz. Damit wurde sie in der Super-G-Wertung Achte. Bei den österreichischen Meisterschaften 2002 wurde Felber in Abfahrt und Super-G jeweils Dritte. In der Saison 2002/03 blieb sie ohne Podestplatz, kam aber sechsmal unter die besten zehn. Im nächsten Winter fuhr sie mit Rang drei im Super-G von Bardonecchia zum zweiten Mal auf das Podium. Mit weiteren zwei Top-Ten-Ergebnissen in der Abfahrt belegte sie in der Abfahrts- und Super-G-Wertung jeweils den zehnten Platz. In der Saison 2004/05 fiel Felber deutlich zurück. Der fünfte Platz in der Abfahrt von Zauchensee war ihr mit Abstand bestes Resultat. Sonst kam sie nur fünfmal unter die schnellsten 20. Im Winter 2005/06 konnte sie sich wieder etwas steigern. Während der ersten Saisonhälfte fuhr sie beständig unter die besten 15, zweimal unter die besten Zehn. Felbers letzte Rennen waren die FIS-Bewerbe in Lutsen Mountain Anfang April 2006.

## Erfolge

### Europacup
- Zwei Podestplätze

### Österreichische Meisterschaften
- Österreichische Vizemeisterin in der Abfahrt 2001

### Weitere Erfolge
- Ein Sieg in einem FIS-Riesenslalom